# All India Trinamool Congress

Il Nationalist Trinamool Congress, noto semplicemente come Trinamool Congress, è un partito politico dell'India.
Nato nel 2004 dalla fusione dell'All India Trinamool Congress con una fazione fuoriuscita dal Nationalist Congress Party, è radicato soprattutto nel Bengala Occidentale e a livello nazionale fa parte della coalizione del Bharatiya Janata Party.
Gli esponenti principali del Trinamool sono la leader dei contadini Mamata Banerjee e l'ex sindacalista Purno Agitok Sangma.
Nel Bengala Occidentale è il maggior partito d'opposizione al governo locale guidato dal Partito Comunista d'India (Marxista) di Buddhadeb Bhattacharjee.